# Liste der Brunnen der Stadt Bremen
In dieser Liste der Brunnen der Stadt Bremen sind die Brunnen und Wasserspeier in der Freien Hansestadt Bremen aufgeführt. Einige von ihnen wurden im Laufe der Jahrzehnte von ihrem ursprünglichen Aufstellungsort entfernt, umgestellt, umgestaltet oder zerstört. Dies ist unter dem Vorsatz Status vermerkt. Denkmäler und Standbilder werden ausdrücklich nicht aufgelistet.
Die Liste erhebt keinen Anspruch auf Vollständigkeit, wird aber fortlaufend ergänzt. Geordnet sind die einzelnen Werke zur besseren Übersicht nach ihrem Aufstellungsdatum, gegliedert in Jahrhundert und Jahr und eventuell noch feingliedriger in Monat und Tag. Sind zwei Brunnen gleichzeitig (oder im selben Jahr) errichtet worden, sind sie in alphabetischer Reihenfolge aufgeführt.
Ist das Datum der Einweihung unbekannt, wird das Werk entweder unten an die Liste angefügt oder einigermaßen sinnvoll eingefügt. (Wenn beispielsweise der Künstler, das Material, der Aufstellungsort und die Thematik identisch sind mit einem Werk aus einem bestimmten Jahr, ist anzunehmen, dass auch das Denkmal ohne Datum etwa dieser Zeit entstammt. Auch muss beispielsweise ein Brunnen, der 1860 umgesetzt wurde, vor diesem Zeitpunkt aufgestellt worden sein.)

## 18. Jahrhundert

### Jakobibrunnen
- Errichtet: 1718
- Anlass: Einrichtung als öffentliche Wasserstelle
- Thema: Illustration des Straßennamens des Aufstellungsortes
- Entwurf: Christoph Albrecht
- Ausführung: Christoph Albrecht
- Material: Stein
- Aufstellungsort: Auf dem Jakobikirchhof. (Lage)
- Besonderheiten: Besaß eine Kolbenpumpe.
- Status: 1906 wurde die Figur zerschlagen und am 6. Oktober 1944 die Kopie bei einem Bombenangriff zerstört. Vergleiche Jakobusbrunnen.

### Ottjen-Alldag-Brunnen
- Errichtet: 1733
- Thema: Seit 1964 Erinnerung an den plattdeutschen Dichter Georg Droste und dessen Romanfigur Ottjen Alldag
- Entwurf: unbekannt
- Ausführung: unbekannt
- Material: Stein (Becken) und Bronze (Rohr)
- Aufstellungsort: Auf einem Bauernhof in Lankenau.
- Besonderheiten: –
- Status: 1963 wurde das Brunnenbecken in den Schnoor, Ecke Spiekerbartstraße versetzt und dort 1964 mit der Ottjen-Alldag-Plastik des Bildhauers Claus Homfeld zusammengefügt. (Lage)
- Info: k: kunst im öffentlichen raum bremen

### Rolandbrunnen
- Errichtet: 1737
- Anlass: unbekannt
- Stifter: die 1. Neustädter Bürgerkompanie mit ihrem Vorsitzenden Leutnant Worminghausen
- Entwurf: Theophilus Wilhelm Frese
- Ausführung: Theophilus Wilhelm Frese und seine Werkstatt
- Material: Bremer Stein (Obernkirchener Sandstein)
- Aufstellungsort: im Pferdegang der Osterstraße in der Alten Neustadt
- Besonderheiten: Funktion: Brunnensäule
- Status: 1899 ans Nordende des Neuen Markts und 1965 an dessen Südende versetzt (Lage)
- Info: k: kunst im öffentlichen raum bremen

### Brunnensäule Fröbelstraße
- Errichtet: um 1790
- Anlass: Wasserversorgung der Öffentlichkeit
- Material: Stein
- Aufstellungsort: früher in Vegesack, ab 1892 im Ortsteil Fähr-Lobbendorf, Fröbelstraße 52
- Besonderheiten: Funktion: Brunnensäule
- Info: Denkmaldatenbank des LfD

## 19. Jahrhundert

### Kunsthandwerker-Brunnen
- Errichtet: vermutlich nach 1865
- Anlass: unbekannt
- Entwurf: Diedrich Samuel Kropp
- Ausführung: Eisengießerei Osenbrück (Hemelingen)
- Material: Gusseisen
- Aufstellungsort: Vorgarten der Villa Rüpel, Schwachhauser Chaussee (heute Kippenberg-Gymnasium)
- Besonderheiten: Entwurf des Modells 1863, Präsentation 1865 auf der 5. Gewerbeausstellung. Von den ursprünglich fünf Exemplaren – die sich im Detail unterscheiden – existiert nur noch ein weiteres (besser erhaltenes) in Blumenthal: Siehe Wätjens Brunnen.
- Info: k: kunst im öffentlichen raum bremen
- Status: Seit 1961 auf dem Osterholzer Friedhof. (Lage)

### Wätjens Brunnen
- Errichtet: 1865
- Anlass: unbekannt
- Entwurf: Diedrich Samuel Kropp
- Ausführung: Eisengießerei Osenbrück (Hemelingen)
- Material: Gusseisen
- Aufstellungsort: Wätjens Park, Bremen-Blumenthal (Lage)
- Besonderheiten: Der Brunnen ist das besser erhaltene Exemplar des Kunsthandwerker-Brunnens, hat jedoch keine Füße in Schildkötenform, sondern ruht auf einem Steinsockel. 1987 wurde er restauriert und dann auf einer Grünfläche am Eingang der Bremer Woll-Kämmerei aufgestellt.[1] Im Juli 2010 wurde der Brunnen abgebaut, um ihn zu restaurieren.[2] Am 30. Oktober 2010 wurde er wieder am alten Standort in Wätjens Park montiert.[3]
- Info: k: kunst im öffentlichen raum bremen
- Status: Wieder am ursprünglichen Standort.

### Nielsenbrunnen
- Errichtet: 1872
- Anlass: Verschönerung der Contrescarpe. Benannt nach Ferdinand Nielsen, einem der Ideengeber und Stifter des Brunnens.
- Entwurf: unbekannt
- Ausführung: unbekannt
- Material: Stein (Becken) und Bronze (Figuren)
- Aufstellungsort: An der Ecke Contrescarpe/Daniel-von-Büren-Straße (früher Bürenstraße) (Lage)
- Besonderheiten: –
- Info: k: kunst im öffentlichen raum bremen
- Status: 1931 abgerissen.

### Niemitzbrunnen
- Errichtet: 1878
- Anlass: –
- Stifter: Johann Friedrich Niemitz
- Entwurf: Heinrich Müller
- Ausführung: unbekannt
- Material: Stein und Marmor
- Aufstellungsort: Im Bürgerpark. (Lage)
- Besonderheiten: Hat die Form eines kleinen pompejanischen Tempels mit flachem Dreiecksgiebel. Im Inneren des offenen Formation befindet sich der eigentliche Brunnen.
- Status: Noch am selben Ort.
- Info: k: kunst im öffentlichen raum bremen

### Wilhadibrunnen
- Errichtet: 1883 (gestiftet 30. April, eingeweiht 19. Juni)[4]
- Thema: Erinnerung an Willehad, den ersten Bischof von Bremen.
- Modell: Richard Neumann
- Ausführung: Gießerei Gladenbeck, Berlin
- Material: Stein (Becken und Sockel) und Bronze (Figur)
- Aufstellungsort: Grasmarkt zwischen Dom und Rathaus. (Lage)
- Besonderheiten: –
- Status: 1942 wurde die Figur als „Metallspende“ eingeschmolzen. Der Sockel und das Becken wurden 1952 abgebaut.
- Info: k: kunst im öffentlichen raum bremen

### Marcus-Brunnen (Bürgerpark)
- Errichtet: 1889
- Anlass: unbekannt
- Stifter: Bürgermeister Victor Marcus
- Entwurf: August Töpfer
- Ausführung: Diedrich Kropp (Figuren) und F. Kallmeyer (Metallschmuck)
- Material: Stein (Sockel und Brunnenschale) und Bronze (Figuren)
- Aufstellungsort: Im Bürgerpark. (Lage)
- Besonderheiten: –
- Status: 1940 wurden die Figuren als „Metallspende“ eingeschmolzen. Der Brunnen wurde 1959 restauriert. 1976 wurde die obere Schale ergänzt und die Seepferdchen am Sockel wurden vom Bildhauer Claus Homfeld durch Muschelschalen ersetzt.
- Info: k: kunst im öffentlichen raum bremen

### Centaurenbrunnen
- Errichtet: 22. September 1891
- Anlass: unbekannt
- Entwurf: Carl August Sommer
- Ausführung: August Sommer
- Material: Stein (Becken) und Bronze (Figur)
- Aufstellungsort: Schwachhauser Heerstraße / Bismarckstraße (abgebaut am 13. März 1958)
- Besonderheiten: Stifter war der Architekt Eduard Gildemeister, der den Bau eines Pissoirs vor seinem Wohnhaus damit verhinderte.
- Status: Der Brunnen wurde 1958 in die Neustädter Wallanlagen nahe dem Leibnizplatz versetzt. (Lage)
- Link: k: kunst im öffentlichen raum bremen

### Turmbläserbrunnen
- Errichtet: 30. August 1899
- Anlass: Ausschmückung einer Heilwasserpumpe.
- Stifter: Franz Ernst Schütte
- Entwurf: Ernst Ehrhardt (Sockel), Max Dennert (Turmbläsergruppe)
- Ausführung:  Schäffer u. Welcker, Berlin (Guss)
- Material: Stein (Sockel) und Bronze (Figuren)
- Aufstellungsort: An der südwestlichen Ecke des Doms. (Lage)
- Besonderheiten: –
- Status: 1928 wurde der Brunnen beim Bau der Glocke leicht versetzt, 1942 fiel die Figur einer „Metallspende“ zum Opfer. Der Neuguss (nach dem erhaltenen Modell) wurde am 30. Oktober 1956 enthüllt.
- Info: k: kunst im öffentlichen raum bremen

### Jakobibrunnen I
- Errichtet: unbekannt
- Anlass: unbekannt
- Entwurf: unbekannt
- Ausführung: unbekannt
- Material: Stein
- Aufstellungsort: Am Stavendamm im Schnoor.
- Besonderheiten: –
- Status: Abgerissen.

### Jakobibrunnen II
- Errichtet: unbekannt
- Anlass: unbekannt
- Entwurf: unbekannt
- Ausführung: unbekannt
- Material: Stein
- Aufstellungsort: Auf dem Schützenwall.
- Besonderheiten: –
- Status: Abgerissen.

### Teichmann-Brunnen
- Errichtet: 28. November 1899
- Anlass: Ersetzung der Pumpe auf dem Domshof.
- Stifter: Gustav Adolph Teichmann († 1892), Kaufmann
- Entwurf: Rudolf Maison
- Ausführung: Rudolf Maison
- Motiv: Boot mit Merkur, Neptun und Nixen
- Material: Bronze
- Aufstellungsort: Auf dem Domshof. (Lage)
- Besonderheiten: –
- Status: 1940 als „Metallspende“ eingeschmolzen.
- Info: k: kunst im öffentlichen raum bremen

### Brunnen an der Stadtwaage
- Errichtet: Brunnensäule 18. Jhdt.; Pfeiler nach 1874, auch der Löwe ist spätere Zutat.
- Anlass: unbekannt
- Stifter: unbekannt
- Entwurf: unbekannt
- Ausführung: unbekannt
- Material: Bronze (Rohr) und Stein
- Aufstellungsort: An der nördlichen Ecke der Stadtwaage in der Große Waagestraße. (Lage)
- Besonderheiten: –
- Status: Noch am selben Ort.
- Info: Lit.: Ausstellungskatalog Wasser, Focke-Museum 1983, Kat. Nr. 24
Andere Datierung: k: kunst im öffentlichen raum bremen

## 20. Jahrhundert

### Pferdebrunnen I
- Errichtet: 1900
- Anlass: unbekannt
- Stifter: Tierschutzverein
- Entwurf: Gerhard Lange
- Ausführung: Aerzener Maschinenfabrik
- Material: unbekannt
- Aufstellungsort: Contrescarpe, Ecke Goetheplatz. (Lage)
- Besonderheiten: Um 1900 waren von der  Aerzener Maschinenfabrik mindestens 58 dieser „Trinkbrunnen für Menschen, Pferde, Hunde und Vögel“ produziert worden[5].
Dieses Exemplar wurde im Jahre 1960 mit Unterstützung des Bürgervereins Ostertor repariert.
Ab 1974 wurden mehrere Nachbildungen dieses Brunnentyps  aufgestellt – vgl. Pferdebrunnen II-V.
- Info: k: kunst im öffentlichen raum bremen
- Status: Noch am selben Ort.

### Marcus-Brunnen (Liebfrauenkirchhof)
- Errichtet: 14. November 1909
- Anlass: Errichtung des Moltkedenkmals
- Stifter: Bürgermeister Victor Marcus
- Entwurf: Heinrich Jennen und Hermann Hahn
- Ausführung: Heinrich Jennen und Hermann Hahn
- Material: Stein (Sockel und Brunnenschale) und Bronze (Figuren)
- Aufstellungsort: Auf dem Liebfrauenkirchhof. (Lage)
- Besonderheiten: Auch Taxibrunnen genannt.
- Status: Noch am selben Ort.
- Info: k: kunst im öffentlichen raum bremen

### Claus-Albert-Addix-Brunnen
- Errichtet: 1909
- Anlass: Erbe des Kaufmanns Claus Albert Addix
- Entwurf: Johann Conrad Buchner
- Ausführung: wie vor
- Material: Stein
- Aufstellungsort: Schwachhausen, Bürgerpark. (Lage)
- Besonderheiten: Umbau 1968
- Status: Noch am selben Ort.
- Info: Denkmaldatenbank des LfD

### Sieben-Faulen-Brunnen
- Errichtet: vor 1930
- Anlass: Erinnerung an die Sage der Sieben Faulen
- Entwurf: Bernhard Hoetger
- Ausführung: Otto Meier
- Material: Backstein (Sockel) und Bronze (Rohre)
- Aufstellungsort: Im Handwerkshof der Böttcherstraße. (Lage)
- Besonderheiten: –
- Status: Noch am selben Ort.
- Info: Denkmaldatenbank des LfD

### Rehbrunnen
- Errichtet: 22. August 1933
- Anlass: 80. Geburtstag des ehemaligen Bürgermeisters Hermann Hildebrand.
- Stifter: Einige Bremer Mäzene
- Entwurf: Ernst Gorsemann
- Ausführung: Ernst Gorsemann
- Material: Bronzefiguren auf Steinsockel
- Aufstellungsort: In den Wallanlagen, Nähe Wallmühle. (Lage)
- Besonderheiten: Der Brunnen wurde schon oftmals Opfer von Vandalismus.
- Status: Im Zweiten Weltkrieg als „Metallspende“ eingeschmolzen, aber 1949 wieder restauriert.
- Info: k: kunst im öffentlichen raum bremen

### Jakobusbrunnen
- Errichtet: 1957
- Anlass: unbekannt
- Entwurf: unbekannt
- Ausführung: unbekannt
- Material: Stein
- Aufstellungsort: Am Neanderhaus neben der Martinikirche. (Lage)
- Besonderheiten: Der Brunnen ist eine leicht abgewandelte Nachbildung des zerstörten Originals von 1718. Vergleiche Jakobibrunnen, St.-Jacobus-Denkmal.
- Status: Noch am selben Ort.

### Brunnen am Weidedamm
- Errichtet: 1966
- Anlass: Fertigstellung der damaligen Fachschule für Sozialberufe (heute: LIS)
- Entwurf: Alice Peters-Jonescu
- Ausführung: unbekannt
- Material:  Bronze und Waschbeton
- Aufstellungsort: Am Weidedamm 20
- Besonderheiten: -
- Info: k: kunst im öffentlichen raum bremen
- Status: Noch am selben Ort. Der Brunnen steht jedoch nicht mehr lotrecht.

### Brunnen Auf der Brake
- Errichtet: 1967
- Anlass: unbekannt
- Entwurf: Paul Halbhuber
- Ausführung: unbekannt
- Material: Travertin
- Aufstellungsort: Auf der Brake, Ecke Schillerstraße[6]. (Lage)
- Besonderheiten: –
- Status: Der Brunnen wurde zwischen 2007 und 2012 demontiert.
- Info: k: kunst im öffentlichen raum bremen

### Pferdebrunnen II
- Errichtet: 1974
- Anlass: 100-jähriges Bestehen der Firma Brinkmann & Lange
- Stifter: Juwelier Brinkmann & Lange
- Entwurf: Manfred Lohrengel
- Ausführung: Bildgießerei Kraas, Berlin-Kreuzberg
- Material: Bronze und Messing-Kupfer
- Aufstellungsort: Obernstraße, Ecke Sögestraße. (Lage)
- Besonderheiten: Die Gestalt des Brunnens basiert auf einem Entwurf von Gerhard Lange aus dem Jahre 1898 – vgl. Pferdebrunnen I.
- Info: k: kunst im öffentlichen raum bremen
- Status: Noch am selben Ort.

### Pferdebrunnen III
- Errichtet: 1975
- Anlass: unbekannt
- Entwurf: Gerhard Lange
- Ausführung: Bildgießerei Kraas, Berlin
- Material: unbekannt
- Aufstellungsort: Auf dem Wartburgplatz im Stadtteil Walle. (Lage)
- Besonderheiten: –
- Info: k: kunst im öffentlichen raum bremen
- Status: Noch am selben Ort.

### Pferdebrunnen IV
- Errichtet: 1977
- Anlass: unbekannt
- Entwurf: Gerhard Lange
- Ausführung: Bildgießerei Kraas, Berlin
- Material: unbekannt
- Aufstellungsort: Vor der Waller Heerstraße Nummer 229.
- Besonderheiten: –
- Info: k: kunst im öffentlichen raum bremen
- Status: Im Jahre 2006 auf den Waller Dorfplatz an der Achterbergstraße, Ecke Stiftstraße versetzt. (Lage)

### Pferdebrunnen V
- Errichtet: 1978
- Anlass: unbekannt
- Entwurf: Gerhard Lange
- Ausführung: Bildgießerei Kraas, Berlin
- Material: unbekannt
- Aufstellungsort: Neuer Markt/Am Neuen Markt. (Lage)
- Besonderheiten: –
- Info: k: kunst im öffentlichen raum bremen
- Status: Noch am selben Ort.

### MarktbrunnenEntfaltung
- Errichtet: um 1979
- Anlass: Spende der swb AG zur Straßensanierung
- Entwurf: Bernd Altenstein
- Ausführung: Bernd Altenstein
- Material: Bronze, Stein
- Aufstellungsort: Kleiner Markt bzw. Botschafter-Duckwitz-Platz, Ecke Reeder-Bischoff-Straße im Stadtteil Vegesack. (Lage)
- Besonderheiten: –
- Status: Noch am selben Ort.
- Info: k: kunst im öffentlichen raum bremen

### Bauernbrunnen
- Errichtet: 1982
- Anlass: 75-jähriges Jubiläum des Bürgervereins Oslebshausen
- Stifter: Bürgerverein Oslebshausen
- Entwurf: Helmut Hoffmann
- Ausführung: unbekannt
- Material: unbekannt
- Aufstellungsort: Am Fuchsberg, Ecke Am Koppenberg im Ortsteil Oslebshausen. (Lage)
- Besonderheiten: –
- Info: k: kunst im öffentlichen raum bremen
- Status: Noch am selben Ort.

### Brunnen auf dem Goldbergplatz
- Errichtet: 1982
- Anlass: Stiftung der Sparkasse
- Entwurf: Heinz Lilienthal
- Ausführung: Heinz Lilienthal
- Material: Travertin
- Aufstellungsort: Goldbergplatz im Ortsteil Burgdamm. (Lage)
- Besonderheiten: –
- Status: Noch am selben Ort.

### Findorffer Brunnen
- Errichtet: 1984
- Anlass: 80-jähriges Bestehen des Bürgervereins Findorff e. V.
- Stifter: Sparkasse Bremen
- Entwurf: Heinz Lilienthal
- Ausführung: Heinz Lilienthal
- Material: Beton, Oceanitgestein
- Aufstellungsort: Fürther Straße, Ecke Hemmstraße. (Lage)
- Besonderheiten: Aus dessen oktogonalem Wasserbassin ragt ein gleichförmiger Sockel, auf dem verschieden große wiederum achteckige Platten um eine Mitte angeordnet sind. Dieser Brunnen, für dessen Gestaltung Lilienthal so konsequent das Motiv des Achtecks verwendete, ist eine Weiterentwicklung des Brunnens auf dem Goldbergplatz, bei dem lediglich das Wasserbecken diese Form zeigt.[7]
- Status: Noch am selben Ort.

### Badestubenbrunnen
- Name: Beim Bade bzw. Badestubenbrunnen oder Die fröhlichen Badenden
- Errichtet: 1986
- Anlass: Erinnerung an die Zeit, als es im Schnoor noch Badehäuser gab.
- Stifter: Schnoor-Verein Heini Holtenbeen e. V.
- Entwurf: Jürgen Cominotto
- Ausführung: unbekannt
- Material: Granit (Sockel) und Bronze (Figuren)
- Aufstellungsort: Stavendamm im Schnoor, in der Nähe des Schifferhauses. (Lage)
- Besonderheiten: In der Zeit von Oktober bis März ist der Brunnen wegen Frostgefahr außer Betrieb
- Status: In der Nacht vom 27. auf den 28. Dezember 2007 stahlen Metalldiebe die Bronzefiguren vom Sockel. Am 19. Mai 2008 wurde ein etwa zehn Jahre alter Abguss des Brunnens auf den Sockel montiert. Der Abguss, der zuvor im Park eines Oldenburger Altenheims gestanden hatte, wurde für etwa 10 000 Euro von 40 Einzelpersonen, drei Unternehmen sowie der Stiftung Wohnliche Stadt erworben und gestiftet.[8]
- Info: k: kunst im öffentlichen raum bremen

### Blockdieker Brunnen
- Errichtet: 1988
- Anlass: Initiative von Bürgern
- Entwurf: ?
- Ausführung: ?
- Material: ?
- Maße: Ø ca. 1,2 m × 1,5 m
- Aufstellungsort: Die Brunnenplastik steht vor dem Stadtteilhaus in der Mülheimer Straße in Bremen-Osterholz (Lage)
- Besonderheiten:
- Status: noch am selben Ort
- Info: k: kunst im öffentlichen raum bremen

### Homfeldbrunnen
- Errichtet: 1991
- Anlass: unbekannt
- Entwurf: Claus Homfeld
- Ausführung: Claus Homfeld
- Material: Bronze (Plastiken), Granit (Becken), Klinker (Sockel)
- Aufstellungsort: Auf dem Grohner Markt, Ecke Am Wasser im Ortsteil Grohn. (Lage)
- Besonderheiten: –
- Status: Noch am selben Ort.
- Info: k: kunst im öffentlichen raum bremen

### Neptunbrunnen
- Errichtet: 1991
- Anlass: unbekannt
- Stifter: Stiftung „Wohnliche Stadt“
- Entwurf: Waldemar Otto
- Ausführung: Waldemar Otto
- Material: Granit (Sockel) und Bronze (Figuren)
- Aufstellungsort: Auf dem Domshof. (Lage)
- Besonderheiten: –
- Status: Noch am selben Ort.
- Info: k: kunst im öffentlichen raum bremen

### Gezeitenbrunnen
- Errichtet: 1992
- Anlass: auf Anregung vom Wasserwirtschaftsamt Bremen
- Entwurf: Wolfgang Zach
- Ausführung: Wolfgang Zach
- Material: Edelstahl
- Aufstellungsort: Pieperstraße (Bremen), an deren Südwestende an der Martinistraße, Ortsteil Altstadt (Lage)
- Besonderheiten: Die vier Säulen werden in der Höhe in Echtzeit parallel sowohl zum Wasserstand der Weser in Bremerhaven, Brake und Bremen als auch zum Grundwasserstand in Bremen gesteuert. Dadurch werden der Tidenstrom auf der Weser und dessen Auswirkung auf das Grundwasser veranschaulicht.
- Status: Noch am selben Ort
- Info: k: kunst im öffentlichen raum bremen

### Unser Planet
- Errichtet: 1996
- Anlass: Platzgestaltung
- Entwurf: Bernd Altenstein
- Ausführung: unbekannt
- Material: Bronze
- Aufstellungsort: Auf dem Domshof vor der Deutschen Bank am Domshof. (Lage)
- Besonderheiten: –
- Status: Noch am selben Ort.
- Info: k: kunst im öffentlichen raum bremen

## 21. Jahrhundert

### Gesundbrunnen
- Errichtet: 2002
- Anlass: Fertigstellung der Stadtbibliothek West
- Stifter: -
- Entwurf: -
- Ausführung: -
- Material: Betonwerkstein und Edelstahl
- Aufstellungsort: An der Lindenhofstraße vor der Stadtbibliothek West in Bremen-Gröpelingen. (Lage)
- Besonderheiten: Die Betriebskosten dieses Brunnens werden überwiegend durch Spenden gedeckt.
- Status: Noch am selben Ort.

### Der Tröpfler „Il gocciolatoio“
- Errichtet: Erste Version 1962, Mitte 1990 durch Bremen angekauft und 2004 aufgestellt
- Anlass: Umgestaltung des Börsenhofes
- Stifter: Kulturbehörde Bremen mit Unterstützung durch Stiftung „Wohnliche Stadt“
- Entwurf: Daniel Spoerri
- Ausführung: Standortbestimmung und technische Umsetzung: Johannes Schneider Architekt BDA
- Material: Bronze und Beton
- Aufstellungsort: An der Marktstraße vor dem Eingang zum Börsenhof. (Lage)
- Besonderheiten: Frischwasserbrunnen. Es gibt noch zwei weitere Exemplare. einmal in einem Privatgarten und einmal in Spoerris Il Giardino
- Status: Noch am selben Ort.
- Info: k: kunst im öffentlichen raum bremen

### Wilkensbrunnen
- Errichtet: 2004
- Anlass: unbekannt
- Stifter: unbekannt
- Entwurf: unbekannt
- Ausführung: unbekannt
- Material: Stein
- Aufstellungsort: An der Hemelinger Bahnhofstraße Ecke Diedrich-Wilkens-Straße im Wilkens Park (ehemaliger Wohnsitz des Unternehmers Diedrich Wilkens) im Ortsteil Hemelingen. (Lage)
- Besonderheiten: –
- Status: Noch am selben Ort.

### Brunnen am neuen Funkhaus
- Errichtet: 2008
- Anlass: -
- Stifter: -
- Entwurf: Dietrich Heller
- Ausführung: -
- Material: Obernkirchener Sandstein und schwarzer Granit
- Aufstellungsort: Auf dem Kurt-Hübner-Platz. (Lage)
- Besonderheiten: Die aus Sandstein gefertigten Bestandteile des Brunnens wurden 2004 bei Ausschachtungsarbeiten für das neue Funkhaus gefunden und ihre handwerkliche Bearbeitung auf frühes 17. Jh. datiert.
- Status: Noch am selben Ort.

### Brunnen am Schweizer Eck
- Errichtet: 2013
- Anlass: Neugestaltung des Areals von Endstation und Wendeschleife der Straßenbahnlinie 1  an der Züricher Straße.
- Stifter: -
- Entwurf: -
- Ausführung: -
- Material: -
- Aufstellungsort: Auf dem Marktplatz Osterholz. (Lage)
- Besonderheiten: -
- Status: Noch am selben Ort.

### Brunnen im Bibelgarten
- Errichtet: unbekannt
- Anlass: -
- Entwurf: unbekannt
- Ausführung: unbekannt
- Material: Naturstein
- Aufstellungsort: Bibelgarten am St.-Petri-Dom (Lage)
- Besonderheiten: Der Brunnen wurde im Zeitraum von 2006 bis 2009 aus historischen Teilen, die bei Ausschachtungsarbeiten im Faulenquartier gefunden worden waren, errichtet.
- Status: Noch am selben Ort.